# Карник, Ян
Ян Карник (настоящее имя — Йозеф Свитил; (19 июля 1870, Нове-Место, Моравия — 27 декабря 1958) — чешский писатель, поэт, прозаик, публицист и врач.

## Биография
Йозеф Свитил учился сначала в гимназии в Брно, а затем поступил на медицинский факультет Пражского университета. После этого прошел врачебную практику в Опатовице, а в 1906 году вернулся в родной город, где жил и работал вплоть до смерти.

## Творчество
Карник известен как профессор[уточнить] так и писатель, причем и как прозаик и как поэт. В литературной деятельности он не использовал свое настоящее имя, а пользовался псевдонимом Карник Ян.

## Работы

### Сборник стихов
- Chudobná žena (Худая женщина)
- Moravská symfonie a jiné básně (Моравская симфония и другие стихи)
- Večery u krbu (Вечера у камина)
- Červená a била (Красное и белое)
- Závětří (Уют)
- Srdce a obrázky z pouti (Сердце и картины из оков)
- Dooráno

### Антологии
- Z polského Parnasu (С польского Парнаса)
- Poesie svobodné Polsky (Свободная Польская поэзия)